# Берґштрих

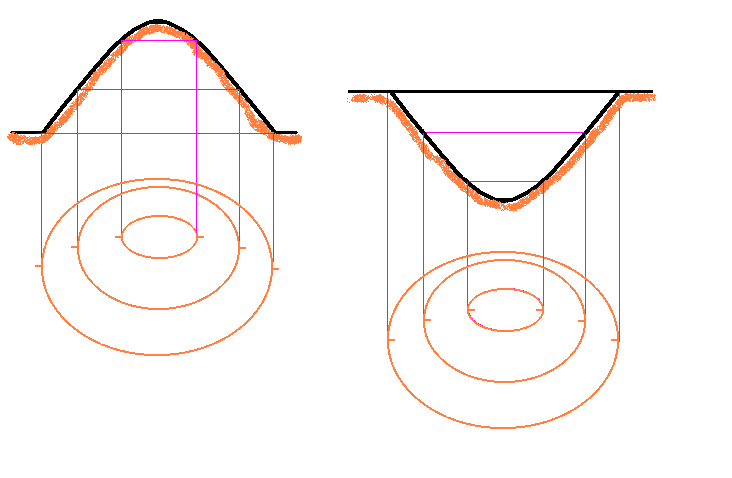
Бергштрихи використовують, коли з розташування горизонталей складно зрозуміти, це пагорб чи западина

Берґштрих (рос. бергштрих, нім. Bergstrich) — короткий штрих, що накреслюється перпендикулярно до горизонталі або іншої ізолінії і позначає напрям скату поверхні. На картах і топографічних планах бергштрихи завжди вільним кінцем направлені вниз по схилу, тобто зображують напрямок зниження висоти від площини горизонталі, до якої прилягають іншим кінцем.